# 曹羲
曹 羲（そう ぎ、? - 249年）は、中国三国時代の政治家。字は昭叔。魏に仕えた。父は曹真。兄は曹爽。弟は曹訓・曹則・曹彦・曹皚。『三国志』魏志「諸夏侯曹伝」に記録がある。

## 皇帝の側近
父の死後、その爵位を兄が継承すると共に、曹羲も含んだ5人の弟達もすべて列侯に封じられた。
曹叡（明帝）の死後、曹爽は司馬懿と共に幼帝曹芳（斉王）の後見にあたった。まもなく曹爽は、側近の丁謐の策略で、司馬懿を名誉職である太傅に祭り上げる上奏をし、政治の実権を独占しようと図った。『魏書』によると、このときの上奏文を作成したのは曹羲である。曹爽の一族と何晏を中心とした側近達は要職を独占し、曹爽の権力を支える存在になった。曹羲も中領軍を率いる将軍となっている。
曹爽は政治の独占に成功すると驕り高ぶり、何晏らと共に私腹を肥やし、享楽に溺れるようになった。曹羲はそれを憂えて、弟達への訓戒という名目で曹爽を間接的に諌めた。曹爽は曹羲の批判が、実は自分に向けられたものであると悟ったので不機嫌になり、態度を改めようとしなかった。このため曹羲は涙を流した。また、あるとき傅嘏が曹羲に対し、何晏を重用しないよう勧めたが、曹羲が何も対策を採ろうとしなかったため、かえって何晏は傅嘏を免職にした（「傅嘏伝」）。

## 政変と死
249年、曹叡の陵に詣でるため、帝のお伴として曹爽と曹羲達兄弟が揃って外出した隙を見計い、司馬懿がクーデターを起こした（高平陵の変）。このとき桓範は、曹真と同郷で曹爽達とも親しかったため、危険を冒して曹爽達の下に赴いた。『魏略』によると桓範は、曹爽達が帝を擁しており、桓範自らが食料を掌る大司農の地位にあるのだから、帝を連れて武器が豊富にある許昌へ拠り、兵士を集めれば司馬懿に対抗できると進言した。そして桓範は曹羲に対しても、司馬懿が中領軍を手中にして日が浅いことから、曹羲が決断すれば中領軍を味方に引き戻せると進言し、司馬懿とあくまで敵対すべきと説得した。しかし曹爽兄弟は決断できず、桓範の進言を容れることができなかったため、曹羲も曹爽やその他の弟達と共に桓範から罵倒された（『魏氏春秋』）。
結局、曹爽と曹羲を初めとする兄弟達は司馬懿に降参し謹慎した。『魏末伝』には、司馬懿の監視下で怯えて過ごす曹爽兄弟達の姿が描写されている。結局、曹爽は謀反の容疑をかけられ、曹羲も曹訓や何晏達と共にそれに連座し、三族皆殺しの刑に処せられた。
『論語集解』の編纂に何晏・荀顗・鄭沖・孫邕と共に携わるなど、文学的な才能に長けていた（『晋書』「鄭沖伝」）。また、発石車の改良について馬鈞と裴秀が対立したとき、初め曹羲は裴秀の意見に理解を示していた。しかし、馬鈞に師事していた傅玄が熱心に説得すると、今度は馬鈞の発明を認め、兄の曹爽へのとりなしを約束した。結局、曹爽が馬鈞の発明を無視したため、採り上げられることはなかった（魏志「方技伝」に引かれた傅玄の序）。